# Strażnica WOP Gorzyce
Strażnica Wojsk Ochrony Pogranicza Gorzyce – zlikwidowany podstawowy pododdział Wojsk Ochrony Pogranicza pełniący służbę graniczną na granicy polsko-czechosłowackiej.

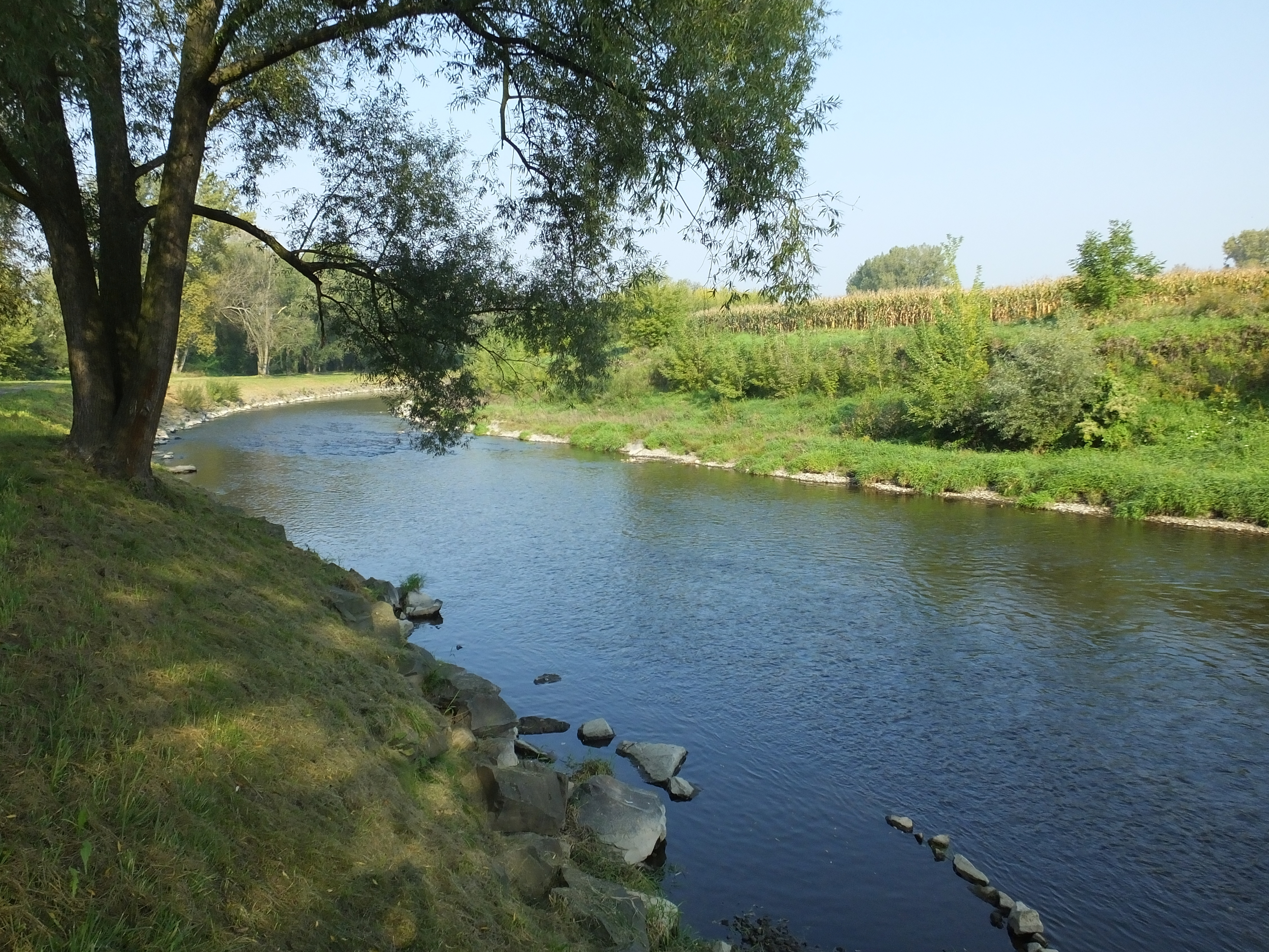
Granica polsko-czeska na Olzie w Olzie (wrzesień 2016)

Strażnica Straży Granicznej w Gorzycach – zlikwidowana graniczna jednostka organizacyjna Straży Granicznej realizująca zadania bezpośrednio w ochronie granicy państwowej z Czechosłowacją/Republiką Czeską.

## Formowanie i zmiany organizacyjne
Strażnica została sformowana w 1945 w strukturze 45 komendy odcinka Jastrzębie Zdrój jako 209 strażnica WOP (Gorzyce) o stanie 56 żołnierzy. Kierownictwo strażnicy stanowili: komendant strażnicy, zastępca komendanta do spraw polityczno-wychowawczych i zastępca do spraw zwiadu. Strażnica składała się z dwóch drużyn strzeleckich, drużyny fizylierów, drużyny łączności i gospodarczej. Etat przewidywał także instruktora do tresury psów służbowych oraz instruktora sanitarnego.
W 1947, strażnica została włączona w struktury 46 komendy odcinka Racibórz. W wyniku kolejnej reorganizacji oddziałów WOP, 24 kwietnia 1948 strażnica weszła w struktury 67 batalionu Ochrony Pogranicza, a 1 stycznia 1951 43 batalionu WOP w Raciborzu. Od 15 marca 1954 w Wojskach Ochrony Pogranicza wprowadzono nową numerację strażnic, a strażnica WOP Gorzyce II kategorii otrzymała nr 217 w skali kraju. W 1956 rozpoczęto numerowanie strażnic na poziomie brygady. Strażnica II kategorii Gorzyce była 7 w 4 Brygadzie Wojsk Ochrony Pogranicza. 31 grudnia 1959 była jako 19 strażnica WOP III kategorii Gorzyce. 1 stycznia 1964 była jako 20 strażnica WOP lądowa III kategorii Gorzyce i była w strukturach 42 batalionu WOP w Cieszynie. W kwietniu 1976, w związku z przejściem na dwuszczeblowy system dowodzenia, strażnicę podporządkowano bezpośrednio pod sztab Górnośląskiej Brygady WOP w Gliwicach.
13 grudnia 1981 po wprowadzeniu stanu wojennego na terytorium kraju, dowódca GB WOP wewnętrznym rozkazem w miejscu stacjonowania poszczególnych batalionów, utworzył tzw. „wysunięte stanowiska dowodzenia” (zalążek przyszłych batalionów granicznych), którym podporządkował strażnice znajdujące się na odcinkach dawnych batalionów granicznych. Brygada wykonywała zadania ochrony granicy i bezpieczeństwa państwa wynikające z dekretu o wprowadzeniu stanu wojennego.
W 1983 strażnica WOP Gorzyce weszła w struktury Jednostki WOP im. Ziemi Cieszyńskiej, a w drugiej połowie 1984 utworzonego batalionu granicznego WOP Cieszyn.

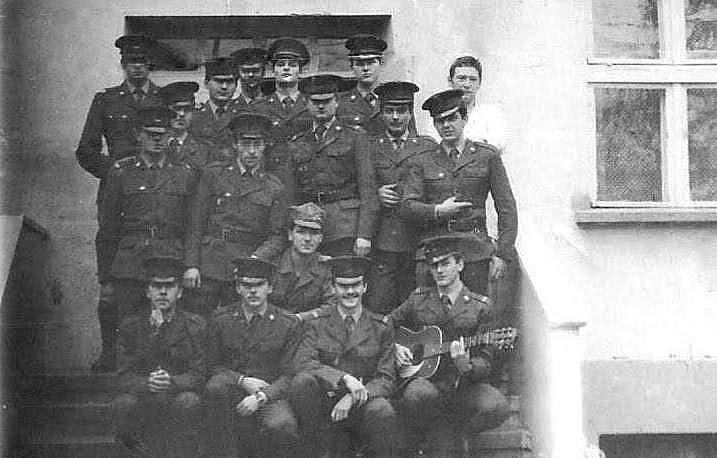
Żołnierze WOP (jesień 1985)

Od 1989 stopniowo, po odejściu żołnierzy służby zasadniczej do rezerwy, strażnicę rozwiniętą przekształcano w strażnicę kadrową na czas „P” i tak funkcjonowała do 15 maja 1991. Żołnierze służby zasadniczej WOP z ostatnich poborów nadal pełnili służbę w strażnicy już po utworzeniu Straży Granicznej, równolegle z przyjętymi do służby kandydackiej funkcjonariuszami SG.
Straż Graniczna:

15 maja 1991 po rozwiązaniu Wojsk Ochrony Pogranicza, 16 maja 1991 strażnica w Gorzycach przejęta została przez Śląski Oddział Straży Granicznej w Raciborzu (ŚlOSG) w Raciborzu i przyjęła nazwę strażnica Straży Granicznej w Gorzycach.
Strażnica SG w Gorzycach funkcjonowała do października 1999, kiedy to zarządzeniem Komendanta Głównego Straży Granicznej została rozwiązana. Ochraniany przez strażnicę odcinek granicy państwowej, przejęła strażnica SG w Godowie. Obiekt strażnicy został przekazany gminie, gdzie został zaadaptowany na Urząd Gminy w Gorzycach.

## Ochrona granicy
Od 1947 załoga strażnicy wykonywała kontrolę graniczną i celną osób, towarów oraz środków transportu:
- Przejściowy Punkt Kontrolny MRG Olza.

1 stycznia 1964 na ochranianym odcinku przez strażnicę funkcjonowały przejścia graniczne małego ruchu granicznego (mrg) w których kontrolę graniczną i celną osób, towarów oraz środków transportu wykonywała załoga strażnicy:
- Gorzyczki-Věřňovice
- Olza-Kopytov.

Od lat 60. XX wieku do połowy lat 80. XX wieku na odcinku strażnicy w miejscowości Gorzyczki do pełnienia służby w ochronie granicy, wykorzystywana była metalowa wieża obserwacyjna.

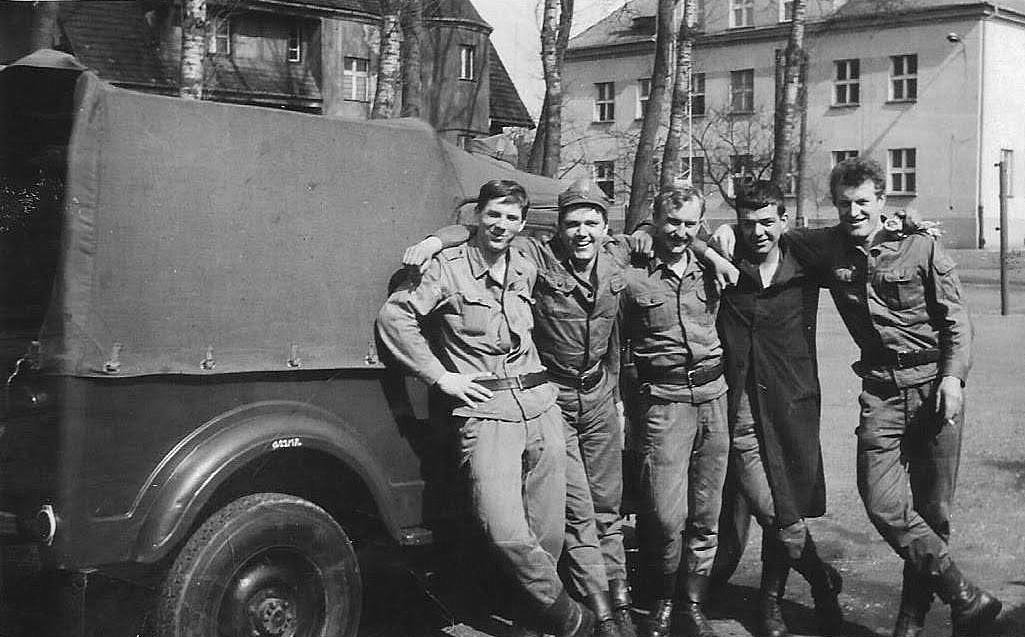
Żołnierze WOP przy samochodzie terenowym GAZ-69 (marzec 1985)

Do 31 grudnia 1989 rozwinięta strażnica lądowa WOP Gorzyce II kategorii, a od 1 stycznia 1990 do 15 maja 1991 kadrowa Strażnica WOP Gorzyce ochraniała odcinek granicy państwowej o długości około 7000 m, w tym 5100 m granicy rzecznej – na Olzie i ok. 1900 m granicy lądowej:
- Włącznie znak graniczny nr 369/11, wyłącznie znak gran. nr IV/1b .
- W okresie zimowym pas śnieżny sprawdzany był minimum: na głównym kierunku dwukrotnie, na pozostałym raz w ciągu doby.
- Współdziałała w zabezpieczeniu granicy państwowej z:
  - Strażnice WOP w: Godowie i Chałupkach
  - Grupa Operacyjno-Rozpoznawcza Zwiadu w Wodzisławiu Śląskim
  - Posterunek MO w Rogowie.
- W ochronie granicy dowódcy strażnicy ściśle współpracowali ze swoimi odpowiednikami tj. naczelnikami placówek OSH (Ochrana Statnich Hranic) CSRS:
- Kopytov.

Straż Graniczna:

W latach 16 maja 1991–październik 1999, Strażnica SG w Gorzycach ochraniała odcinek granicy państwowej o długości około 7000 m, w tym 5100 m granicy rzecznej – na Olzie i około 1900 m granicy lądowej:

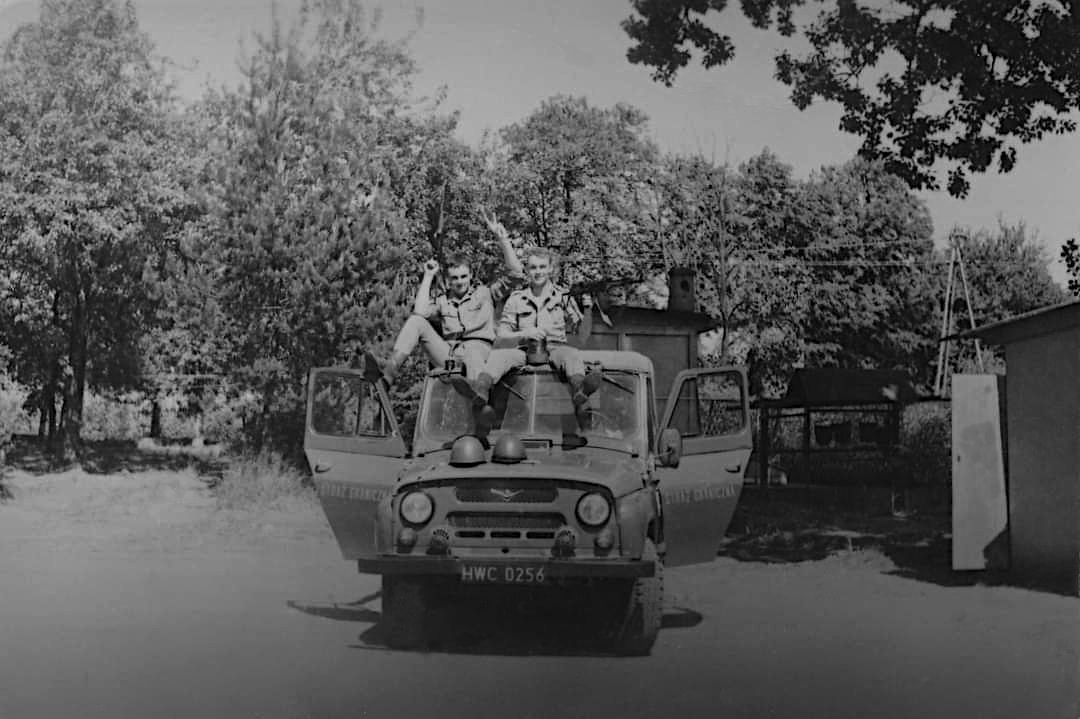
Funkcjonariusze SG na samochodzie terenowym UAZ 469 (lipiec 1991)

- Włącznie znak gran. nr 169/11, wyłącznie znak gran. nr II/1b.
- Komendant strażnicy współdziałał w zabezpieczeniu granicy państwowej z placówkami po stronie czeskiej cizinecké policie RCPP.

## Wydarzenia

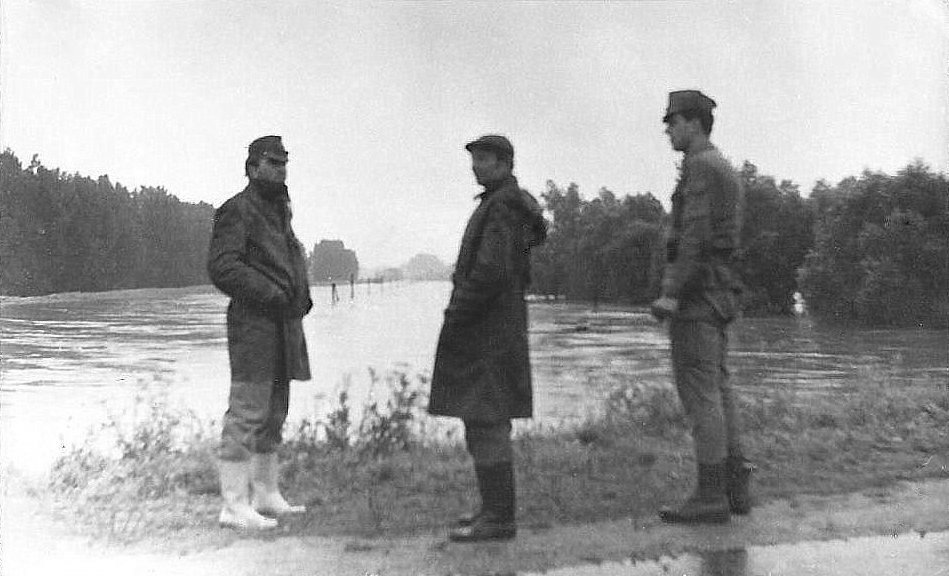
Żołnierze WOP w czasie powodzi, w rejonie mostu na Odrze (sierpień 1985)

- 1947 – na całym odcinku strażnicy wprowadzono zapory w miejscach dogodnych do przekroczenia granicy[14].
- 1956 – koniec czerwca, początek lipca w okresie tzw. „Wypadków poznańskich”, przy linii granicznej i w strefie działania, odnajdywano pakunki zawierające ulotki z tzw. „bibułą”, przytwierdzone do balonów leżących na ziemi[15]. W związku z masowością zjawiska, żołnierze otrzymali zezwolenie na użycie broni, celem zestrzelenia nisko przelatujących balonów (nawet jeśli znajdowały się na terytorium czechosłowackim, ale w zasięgu ognia – to samo czynili pogranicznicy czechosłowaccy)[16].
- 13 grudnia 1981–22 lipca 1983 – (stan wojenny w Polsce), normę służby granicznej dla żołnierzy podwyższono z 8 do 12 godzin na dobę. Ścisłą kontrolą objęto całą strefę nadgraniczną. W stan gotowości były postawione pododdziały odwodowe[17].

Straż Graniczna:
- 1993 – strażnica otrzymała na wyposażenie samochód osobowo-terenowy Land Rover Defender I 110 w zamian za UAZ 469 i motocykle Honda xl 125s w zamian za WSK 125.

## Strażnice sąsiednie
- 208 strażnica WOP Godów ⇔ 210 strażnica WOP Zebenkau − 1946
- 216 strażnica WOP Godów ⇔ 218 strażnica WOP Chałupki − 1954
- 6 strażnica WOP Godów I kategorii ⇔ 8 strażnica WOP Chałupki I kategorii – 1956
- 20 strażnica WOP Godów III kategorii ⇔ 18 strażnica WOP Chałupki II kategorii – 31.12.1959
- 21 strażnica WOP Godów lądowa III kategorii ⇔ 19 strażnica WOP Chałupki lądowa II kategorii − 01.01.1964
- strażnica WOP Godów rozwinięta I kategorii ⇔ strażnica WOP Chałupki rozwinięta I kategorii − do 16.04.1990
- strażnica WOP Godów I kategorii ⇔ strażnica WOP kadrowa w Chałupkach I kategorii − 17.04.1990–15.05.1991

Straż Graniczna:
- strażnica SG w Godowie ⇔ strażnica SG w Chałupkach − 16.05.1991–10.1999.

## Obsada personalna
| Obsada personalna 1 maja 1986   | Obsada personalna 1 maja 1986      |
| Stanowisko                      | Stopień, imię i nazwisko           |
| ------------------------------- | ---------------------------------- |
| dowódca strażnicy               | kpt. Edward Muzyka                 |
| p.o. zastępca dowódcy strażnicy | sierż. pchor. Włodzimierz Karsznia |
| szef strażnicy                  | chor. Bronisław Cykowski           |
| kucharka                        | pracownik cywilny                  |

## Dowódcy/komendanci strażnicy
- sierż. Jan Piguła[18] (20.01.1951–31.01.1951)[g][20]
- ppor. Jan Piguła[18] (22.07.1953–14.12.1954)[20]

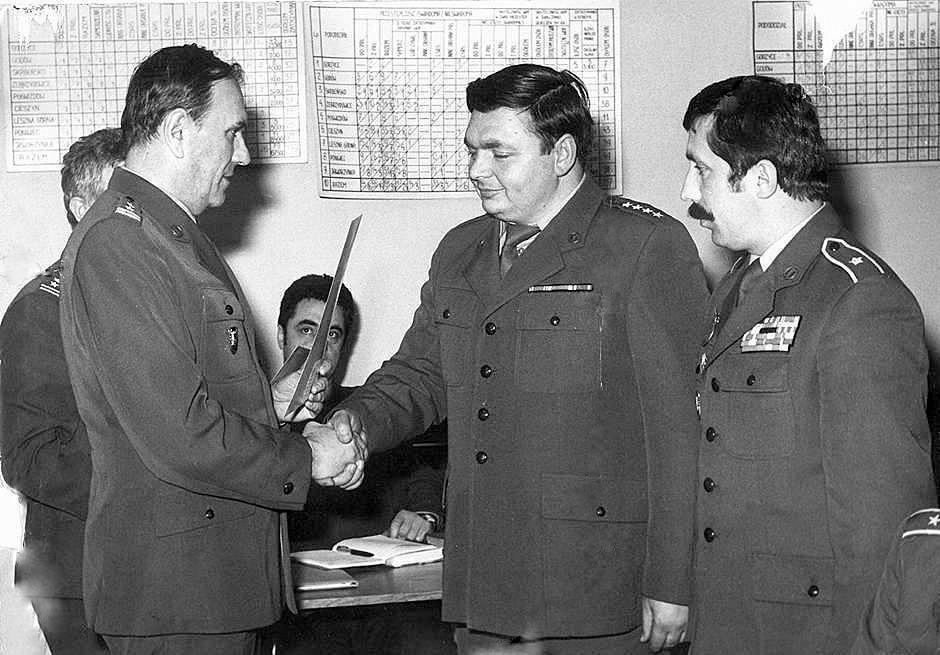
D-cy strażnic WOP: Gorzyce kpt. Edward Muzyka i Godów chor. Adam Nowak z d-cą bg WOP Cieszyn ppłk Bolesław Cader i szefem sztabu bg WOP Cieszyn mjr Zenon Skowron (siedzi za stołem (1985)

- kpt./mjr Antoni Olejnik (był w 1976[21]–był w 1979)[h]
- por./kpt. Edward Muzyka (był w 1984[22]–01.04.1991[i])

Komendanci strażnicy SG:
- kpt. SG Edward Muzyka (02.04.1991–† 1993)[j]
- por. SG/mjr SG Witold Klimczak (1993–10.1999) – do rozformowania[k].